# 어싱 무
어싱 무(영어: Athing Mu, 2002년 6월 8일~)는 미국의 육상 선수로 주 종목은 중거리 달리기이다. 개인 육상 경기에서 올림픽 및 세계 선수권 대회 우승을 차지한 최연소 여성 선수이다. 2021년 19세의 나이로 2020년 하계 올림픽 800m에서 금메달을 획득하여 미국 기록과 아메리카 주니어 기록을 갱신했다. 또한 여자 1600m 계주에서도 미국팀의 금메달 획득에 기여하며 올림픽 2관왕에 올랐다. 이후 2022 세계 선수권 대회 800m 종목에서 우승하며 세계 육상 선수권 대회 중거리 종목을 우승한 최초의 미국 여자 선수가 되었다.